# Яйджи (могильник)
Яйджи - могильник на территории Шарурского района Нахичеванской Автономной Республики Азербайджана.

## География
Находится на востоке  республики, вблизи с. Ашагы Яйджи, на склоне Даралаязских гор, нисходящем к р. Арпачай. 

## История
Обнаружен в 1976 г. во время сооружения водохранилища. Проведенные исследования показали, что могилы некрополя Яйджи представлены каменными ящиками. Над каменными ящиками были возведены курганы высотой до 1 м.
В 2011 г. на некрополе Яйджи были найдены монохромно расписанные кувшины, одна миска и один горшок. Горшок шарообразной формы. Край венчика загнут наружу. Поверхность сосуда окрашена красной краской, а орнаментальная композиция вокруг верхней его части выполнена чёрной краской. Мотив росписи этого горшка отличается от известных Яйджинских и Нахчыванских монохромно-расписных сосудов, так как орнаментация его более сложная. Горлышко горшка опоясано двумя черными полосами. Пространство между ними заполнено геометрическими фигурами различных форм.
Среди мотивов орнамента представлены парные треугольники, соединённые вершинами, а также отдельные треугольники, которые также прямоугольники, заполненные сетчатым орнаментом и косыми линиями. Подобный орнамент, особенно треугольники с соединенными вершинами и сетчатые прямоугольники, также встречается в керамике эпохи средней бронзы Нахчывана и Восточной Анатолии. Орнаментация этого сосуда в определённой степени близка сосудам тазакендской (кармирбердской) культуры. Близкие аналогии известны также из могильников Арич, Верин Навер и Кети. Однако мотив росписи Яйджинского горшка отличается определённым своеобразием. Кувшины сохранились хорошо. Первый из них с отогнутым наружу венчиком, цилиндрическим горлом, выпуклым корпусом и плоским дном. Поверхность окрашена красной краской и орнаментирована чёрной краской. Орнамент составлен сложной композицией волнистых, прямых и дуговидных линий. Остальные кувшины также с отогнутым венчиком, цилиндрическим горлом и плоским дном, но по форме корпуса и орнаментации они отличаются друг от друга. Миска представлена одним экземпляром. Она с отогнутым наружу венчиком и выпуклым корпусом. Поверхность покрыта красной краской и орнаментирована чёрной. По краю венчик украшен дуговидными линиями, а корпус сосуда — волнистыми. Миски с подобным рисунком хорошо известны из синхронных памятников Нахчывана.
Выявленные материалы, безусловно, имеют большое значение для изучения межрегиональных культурных связей. При этом особое внимание заслуживает расписной горшок, орнамент которого сходен с находками из могильников Тазакенд (Кармир-берд), Арич и Верин Навер. На основе исследований можно предполагать, что памятники Тазакентского типа распространились из Арпачайской долины.